# Aurora Teixeira de Castro
Aurora Teixeira de Castro, verheiratete Aurora de Castro Gouveia (* 2. Juni 1891 in Porto; † 14. Dezember 1938 ebenda), war eine portugiesische Notarin, Rechtsanwältin, Autorin und Frauenrechtlerin, die als erste Notarin in Portugal und Europa und als zweite Frau nach Regina Quintanilha als Rechtsanwältin in Portugal tätig war und in der Frauenbewegung im Conselho Nacional das Mulheres Portuguesas aktiv war.

## Leben
Teixeira de Castro wurde als Tochter des aus Gondar stammenden Samuel Teixeira de Castro, ein Geschäftsmann und Herausgeber der Zeitschrift A Fé Pública und seiner Ehefrau Maria Rodrigues de Jesus Castro, die aus Porto stammte, geboren.
Über ihre Kindheit und Jugend ist wenig bekannt, nur dass sie in einer bürgerlichen Familie mit starken republikanischen Überzeugungen aufwuchs.
Teixeira de Castro schrieb sich 1912 an der juristischen Fakultät der Universität Coimbra ein, nachdem sie zuvor an der geisteswissenschaftlichen Fakultät der Universität die Fächer Geographie Portugals und der Kolonien, Religionsgeschichte, Geschichte der modernen Philosophie und Ethnologie belegt hatte. 1916 schloss sie ihr Studium ab und nach Konflikten mit einem bestand sie das Examen im folgenden Jahr.
Kurz nach Abschluss ihres Studiums heiratete Teixeira de Castro ihren Kommilitonen und späteren Rechtsanwalt und Schriftsteller Jaime Augusto Cardoso de Gouveia. Nach ihrer Heirat im Jahr 1917 zog das Paar nach Lissabon und eröffnete bald darauf eine Kanzlei. Obwohl Teixeira de Castro über die erforderlichen Qualifikationen verfügte, begann sie als Übersetzerin und Sekretärin in der Kanzlei ihres Mannes zu arbeiten, da sie ohne die Reform des portugiesischen Zivilgesetzbuchs von 1867 oder die Genehmigung des Obersten Gerichtshofs nicht als Anwältin tätig werden konnte.
1918, während der Regierung von Sidónio Pais, wurde das Dekret Nr. 4676 erlassen, das Frauen die Möglichkeit gab, Berufe im öffentlichen Dienst auszuüben, wobei ausdrücklich darauf hingewiesen wurde, dass leitende Positionen weiterhin Männern vorbehalten blieben und das Wahlrecht für Frauen verboten blieb. Teixeira de Castro nutzte die Gunst der Stunde und begann nicht nur als Anwältin zu praktizieren – als zweite Frau in Portugal nach Regina Quintanilha im Jahr 1913 – sondern eröffnete auch ein Büro in Alcântara, wo sie als erste Frau in Portugal und Europa als Notarin tätig wurde.
Da Teixeira de Castro nicht nur das Wahlrecht, sondern auch die völlige Gleichberechtigung der Geschlechter forderte, schloss sie sich der Associação de Propaganda Feminista unter der Leitung von Ana de Castro Osório, der portugiesischen Sektion des Internationalen Frauenrates und dem Conselho Nacional das Mulheres Portuguesas unter der Leitung von Adelaide Cabete an.
In den folgenden Jahren spielte Teixeira de Castro eine sehr aktive Rolle in den feministischen Organisationen. Sie machte sich einen Namen, nachdem sie das Buch Reivindicações Sociais e Políticas da Mulher Portuguesa na República („Soziale und politische Forderungen der portugiesischen Frauen an die Republik“, 1921) veröffentlicht und ihre ersten öffentlichen Reden auf der feministischen Konferenz an der Academia de Estudos Livres (1921) gehalten hatte. Unter dem Thema „Die rechtliche Situation der Frauen in Portugal“ hielt Teixeira de Castro vier Vorträge: „Über die Gleichwertigkeit der Geschlechter und die gleichen Rechte und Pflichten von Männern und Frauen“, „Über die benachteiligende und ungerechte Situation, in der sich die Frauen bis zum Übergang zur Demokratie mit der Errichtung der Republik befanden“, „Über die Zugeständnisse, die die Gesetzgebung der Republik an das weibliche Geschlecht gemacht hat“ und „Die Forderungen, die im Hinblick auf die vollkommene Gleichheit der Rechte der beiden Geschlechter gestellt werden müssen“. Sie führte diverse konkrete Beispiele dazu auf, wie ungleich die bestehenden Rechte für portugiesische Frauen waren, die zwar berufliche Positionen bekleiden konnten, aber weder wählen durften noch das Recht hatten, ihr Gehalt zu behalten, wenn sie verheiratet waren, oder das Sorgerecht für ihre Kinder zu erhalten, wenn sie geschieden wurden. Teixeira de Castro wurde Sprecherin des Conselho Nacional, später Verantwortliche für die Außenbeziehungen (1921–1922), Leiterin der Sektion für Emigration (1922), Leiterin der Sektion für Gesetzgebung (1922, 1924–1925), Leiterin der Sektion Wahlrecht (1927) und schließlich Vizepräsidentin (1927).
Im Februar 1923, sandte der Conselho Nacional eine Dankesbotschaft an den Minister für Justiz und religiöse Angelegenheiten, António de Abranches Ferrão, anlässlich der Vorlage eines Gesetzentwurfs zur Aktualisierung der Rechtsstellung verheirateter Frauen hinsichtlich der Verwaltung ihres Vermögens. In einem Artikel von Teixeira de Castro im Presseorgan der Organisation, Alma Feminina, wurde anerkannt, dass der Gesetzentwurf einen gewissen Fortschritt für die portugiesischen Frauen darstelle, auch wenn noch viele andere Reformen erforderlich wären.
Im Jahr 1924 wurde anlässlich des zehnten Jahrestages der Gründung des Conselho Nacional das Mulheres Portuguesas ein nationaler Feministenkongress mit dem Titel I Congresso Feminista e de Educação organisiert. Teixeira de Castro gehörte dem Organisationskomitee an. An dem Kongress nahmen führende Persönlichkeiten der Ersten Republik teil. Unter dem Vorsitz von Adelaide Cabete sprach eine Reihe von Feministinnen. Teixeira de Castro referierte zu ihrem Werk „Soziale und politische Forderungen der portugiesischen Frauen an die Republik“ und zur „Situation der verheirateten Frauen in der Ehe und das Vermögen des Ehepaares“.
Zwei Jahre später veröffentlichte Teixeira de Castro Monografia da Cidade do Porto (1926), in dem verschiedene Texte und Artikel zusammengestellt wurden, darunter ein Artikel zur Entwicklung des portugiesischen Notariatswesens Os Notários Portugueses – A sua História, Evolução e Natureza, den sie bereits 1923 geschrieben hatte. Sie veröffentlichte auch den Text "Influência da educação na vida psicológica do homem" (Einfluss der Erziehung auf das psychologische Leben des Menschen) (1926) und nahm am Ersten Nationalen Abolitionistenkongress teil, der von der Liga Portuguesa Abolicionista organisiert wurde, auf dem sie ihre Überlegungen zur Volljährigkeit der Frau (Idades legais da mulher) vorstellte.
Ihr sich mit zunehmendem Alter verstärkendes Engagement für den Feminismus scheint sie von ihrem Mann entfernt zu haben, wobei unklar ist, ob die auftretenden Konflikte des Paares auf unterschiedliche Ideologien oder andere persönliche Unstimmigkeiten zurückzuführen waren. 1927 wurde die Ehe geschieden.
Nach ihrer Scheidung schrieb sie weitere Bücher, Artikel und Vorträge. Sie nahm auch am II Congresso Feminista e de Educação (1928) teil. Sie veröffentlichte die dreiaktigen Theaterstücke: A Sombra und Mistérios de Amor die zusammen unter dem Titel Teatro 1927 erschienen. Die Stücke lösten in der portugiesischen Presse eine Kontroverse aus, weil sie ebenfalls den Feminismus in ihrer Handlung und ihren zum Teil männlichen Figuren, die den Feminismus unterstützen, thematisieren.
Teixeira de Castro starb 1938 in Porto im Alter von 47 Jahren. In Almada und Lissabon wurden Straßen nach ihr benannt.

## Veröffentlichungen (Auswahl)
- Reivindicações Sociais e Políticas da Mulher Portuguesa na República (Sachbuch, 1921)
- Da equivalência dos sexos e da igualdade dos direitos e deveres do homem e da mulher (Konferenzbeitrag, 1921)
- Da situação desvantajosa e iníqua que à mulher foi atribuída até ao advento da democracia, com a implantação do regime republicano (Konferenzbeitrag, 1921)
- Das concessões que a legislação da República fez ao sexo feminino (Konferenzbeitrag, 1921)
- Das reivindicações que há a conseguir para a perfeita igualdade dos direitos dos dois sexos (Konferenzbeitrag, 1921)
- Situação da mulher casada nas relações matrimoniais dos bens do casal (Konferenzbeitrag, 1924)
- Os Notários Portugueses - A sua História, Evolução e Natureza (Artikel, 1923)
- Monografia da Cidade do Porto (Sachbuch, 1926)
- Influência da educação na vida psicológica do homem (Artikel, 1926)
- Idades legais da mulher (Konferenzbeitrag, 1926)
- Mealhas (1927)
- Semeando (Aufsatzsammlung, 1927)
- A Sombra und Mistérios de Amor, zusammen erschienen als Teatro (Theaterstücke, 1927)